# Antoine Houbrechts
Tony (Antoine) Houbrechts (Tongeren, 6 september 1943) is een voormalig Belgisch wielrenner.
Hij was actief als wielrenner van 1965 tot 1981.  Hij won als eerste niet-Italiaan de Tirreno-Adriatico en als eerste niet-Portugees de Ronde van Portugal. Hij won de Ruta del Sol in 1968.

## Belangrijkste overwinningen
1965
- 4e Etappe Ronde van Portugal

1967
- 2e Etappe deel A Ronde van Portugal
- 5e Etappe deel A Ronde van Portugal
- Eindklassement Ronde van Portugal

1968
- Eindklassement Ronde van Andalusië

1969
- Druivenkoers Overijse

1970
- Eindklassement Tirreno-Adriatico

1971
- Trofeo Melinda

1972
- Nokere Koerse
- Coppa Sabatini
- 3e Etappe Ronde van Sardinië

1973
- Proloog Ronde van België

## Resultaten in voornaamste wedstrijden
| Jaar | Ronde van Italië | Ronde van Frankrijk | Ronde van Spanje |
| ---- | ---------------- | ------------------- | ---------------- |
| 1966 | 52e              |                     |                  |
| 1967 |                  |                     |                  |
| 1968 |                  | 16e                 |                  |
| 1969 |                  |                     |                  |
| 1970 | 20e              | 8e                  |                  |
| 1971 | 8e               |                     |                  |
| 1972 | 15e              | 13e                 |                  |
| 1973 |                  | 16e                 |                  |

| Jaar | Milaan-San Remo | Gent-Wevelgem | Ronde van Vlaanderen | Parijs-Roubaix | Amstel Gold Race | Luik-Bast.‑Luik | Ronde van Lombardije | Waalse Pijl |  | Wereldranglijsten |
| ---- | --------------- | ------------- | -------------------- | -------------- | ---------------- | --------------- | -------------------- | ----------- |  | ----------------- |
| 1966 |                 |               |                      |                |                  |                 |                      | 44e         |  |                   |
| 1967 |                 |               |                      |                |                  |                 |                      | 43e         |  |                   |
| 1968 | 53e             | 56e           | 71e                  |                |                  | 19e             | 12e                  | 17e         |  |                   |
| 1969 | 39e             | 5e            | 21e                  |                |                  |                 | 10e                  | 11e         |  |                   |
| 1970 | 139e            |               | 19e                  | 25e            |                  |                 | 15e                  |             |  |                   |
| 1971 | 36e             | 42e           | 8e                   |                |                  | 5e              | 4e                   |             |  | 20e (SPP)         |
| 1972 | 40e             | 4e            |                      |                |                  |                 | 5e                   |             |  |                   |
| 1973 | 37e             |               |                      |                | 16e              | 12e             |                      | 13e         |  |                   |